# هانس هوبر (لاعب هوكي جليد)
هانس هوبر (بالألمانية: Hans Huber)‏ هو لاعب هوكي جليد ألماني، ولد في 10 ديسمبر 1929 في روزنهايم في ألمانيا، وتوفي في 28 يناير 2014 في إسمانينغ في ألمانيا.

## وصلات خارجية
- هانس هوبر على موقع EliteProspects.com (الإنجليزية)
- هانس هوبر على موقع أوليمبيديا (الإنجليزية)